# 心はいつもラムネ色
『心はいつもラムネ色』（こころはいつもラムネいろ）は、1984年（昭和59年）10月1日から1985年（昭和60年）3月30日まで放送されたNHK連続テレビ小説第33作である。NHK大阪放送局制作。

## 概要
戦前・戦後の大阪を舞台とした漫才を愛した男の物語。直前作『ロマンス』に続き男性が主人公の作品である。
主人公・赤津文平のモデルは大阪の漫才作家の秋田實で、演じた新藤栄作は、本作が俳優デビュー作となった。また、スポーツニッポンは福本裄乃のモデルは吉本せいと報じている。
放送期間平均視聴率は40.2%、最高視聴率は48.6%（ビデオリサーチ調べ、関東地区・世帯）。
2002年4月1日から9月28日までBS2で再放送された。

## キャスト
赤津文平
演 - 新藤栄作
中山賀津 → 赤津賀津
演 - 藤谷美和子
文平の妻
國分良輔
演 - 美木良介
福本裄乃
演 - 真野あずさ
赤津のぶ
演 - 野川由美子
文平の母
赤津正次郎
演 - 中村嘉葎雄
文平の父
赤津清子
演 - 伊藤つかさ
赤津康子
演 - 山野雅代
赤津笑一
演 - 広瀬修
國分良一
演 - 溝田繁
良輔の父
國分小梅
演 - 山下智子
良輔の妹
國分時子
演 - かたせ梨乃
良輔の妻
お春
演 - 木内みどり
早苗
演 - 浅利香津代
裄乃の供人・お礒
演 - 京唄子
金菱アチャコ
演 - 角野卓造
横川エンタツ
演 - 岸部一徳
若杉ワカナ
演 - 田中好子
月田一郎
演 - せんだみつお
ワカナの夫
菜の花蝶々
演 - 藤山直美
笑都雄二
演 - 桂小米朝
蝶々の夫
ビリケン
演 - 山田克二
紫山留吉
演 - 田渕岩夫
中村春代
演 - 山田スミ子
藤森
演 - 桂米朝
不動産屋
演 - 笑福亭仁鶴
その他
演 - 阿井沢野舞枝、末広真季子、殿山泰司、國村隼、紅萬子、みやなおこ、沖田さとし、喜田智津子、大橋壮多

## スタッフ
- 作 - 冨川元文[3]
- 音楽 - 朝川朋之[3]
- 演奏 - グリサンドブラザーズ アンド ポルタメントシスターズ
- タイトル画 - ペーター佐藤[3]
- 演出 - 広瀬満、上田信[3]
- 語り - ミヤコ蝶々[3]